# Нигматуллин, Нурмухамет Магафурович
Нурмухамет Магафурович Нигматуллин (баш. Нурмөхәммәт Мәғәфүр улы Ниғмәтуллин; 8 декабря 1946 — 26 июня 2019) — российский башкирский религиозный и общественный деятель. Муфтий и председатель Духовного управления мусульман Башкортостана (1992—2019).
Является членом Общественного совещания при Президенте Республики Башкортостан, Высшего координационного центра Духовных управлений мусульман Российской Федерации, исполкома Всемирного курултая башкир, президиума Башкирской республиканской организации Российского общества Красного Креста.

## Биография
Нигматуллин Нурмухамет Магафурович родился в г. Сибае Башкирской АССР в семье муллы.
В 1971—1975 гг. учился в медресе «Мири Араб» г. Бухары. После был переведён в Исламский институт имени Имама аль-Бухари в г. Ташкент, который окончил в 1979 году по специальности имам-хатыб, богослов.
В 1979—1983 гг. был ответственным секретарём Духовного управления мусульман Европейской части СССР и Сибири.
В 1980—1982 гг. обучался в Исламском институте «Исламский призыв» г. Дамаск (Сирия).
В 1983—1992 гг. являлся имам-хатыбом Уфимской соборной мечети.
21 августа 1992 году на съезде мусульман Башкортостана был избран муфтием и председателем вновь образованного Духовного управления Республики Башкортостан.
28 апреля 2019 года стало известно, что Нурмухамет Нигматуллин подал в отставку. 29 апреля 2019 года временно исполняющим обязанности председателя ДУМ РБ назначен Айнур Биргалин. Нигматуллин получил в муфтияте должность советника.
Нурмухамет Нигматуллин скончался 26 июня 2019 года в г. Уфе. Причина смерти — не перенёс операцию на кишечник.